# Miguel Hernández Sánchez
Miguel Hernández Sánchez (19 de febrer de 1970) és un exfutbolista professional madrileny, que jugava com a defensa. Va ser medallista d'or als Jocs Olímpics de Barcelona 1992, com a integrant del combinat de futbol.
Miguel va destacar a les files del Rayo Vallecano. Va signar dues bones campanyes a Primera amb els madrilenys (92/94), jugant 64 partits. L'estiu de 1994 fitxa pel RCD Espanyol, però tot just apareix en 149 minuts en les tres temporades a Barcelona.
Abans de retirar-se, la 97/98 va disputar 22 partits a Segona Divisió amb la UE Lleida.